# Giải bóng đá vô địch quốc gia Guam 1993
Thống kê của Giải bóng đá vô địch quốc gia Guam mùa giải 1993.

## Tổng quan
University of Guam giành chức vô địch.